# La Jana (település)
La Jana település Spanyolországban, Castellón tartományban. La Jana Canet lo Roig, Cervera del Maestre, Sant Mateu, Traiguera és Xert községekkel határos. Lakosainak száma 688 fő (2024).

## Népesség
A település népessége az elmúlt években az alábbi módon változott:
| Lakosok száma | 796  | 820  | 823  | 820  | 787  | 733  | 700  | 675  | 664  | 688  |
|               | 2001 | 2004 | 2006 | 2009 | 2011 | 2014 | 2016 | 2019 | 2021 | 2024 |